# Berbera
Berbera est une ville qui se trouve dans la région nord-ouest de l’État de la Somalie, ainsi que de l’État non reconnu du Somaliland. La ville abrite l'un des rares ports en eau profonde de la Corne de l'Afrique.

## Géographie

### Situation

#### Localisation

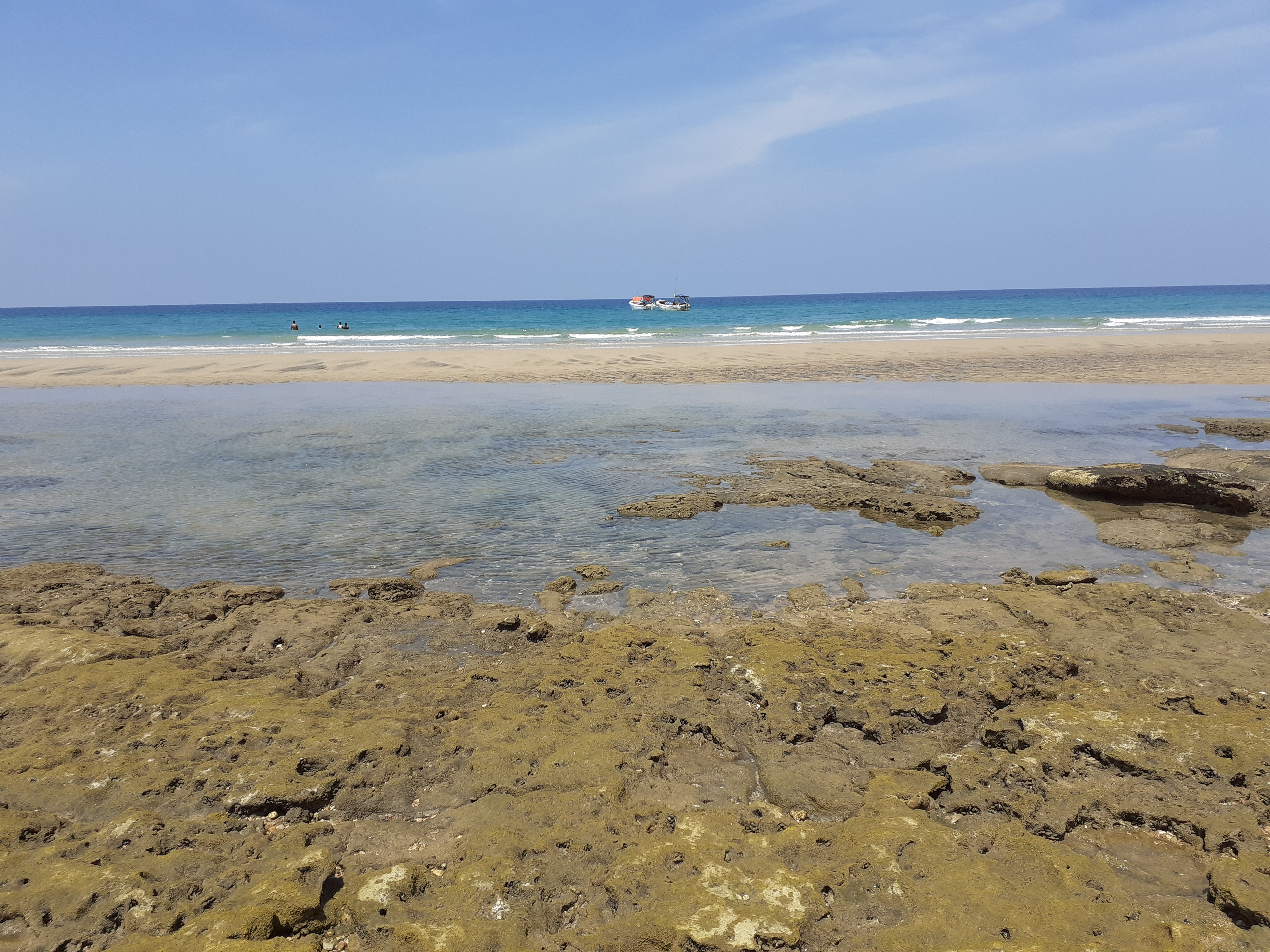
Récifs coralliens sur le littoral.

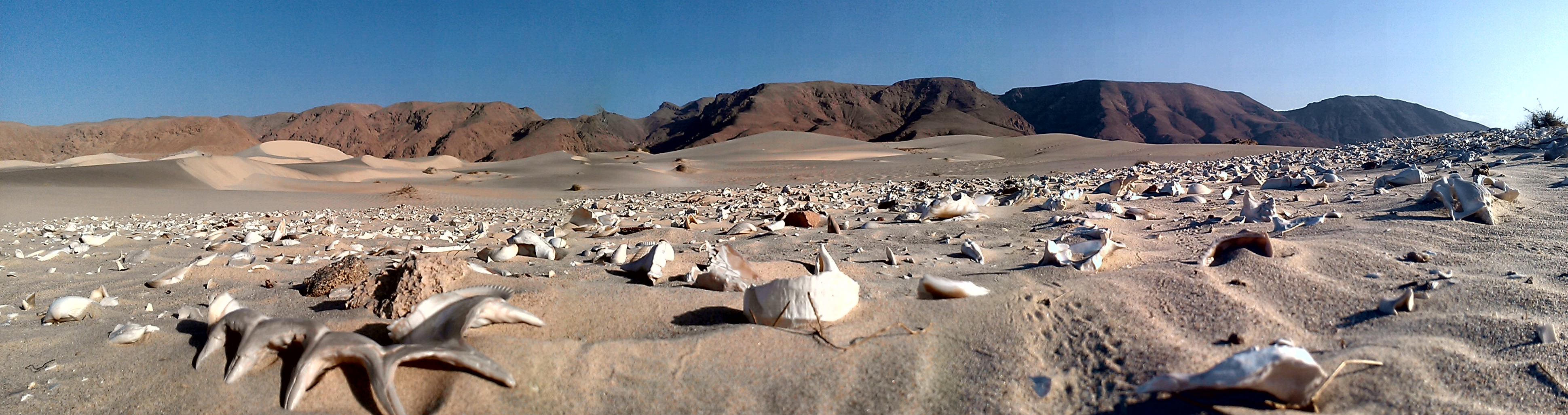
Paysage du Somaliland, près de Berbera.

La ville de Berbera se situe dans le Nord-Ouest de la Somalie, dans la Corne de l'Afrique. Au nord, la commune dispose d'une zone côtière bordée par le golfe d'Aden.

#### Climat
Berbera possède un climat désertique chaud (Classification de Köppen BWh) avec des étés longs, extrêmement chauds et des hivers courts et chauds ainsi que de très faibles précipitations annuelles moyennes. Les températures moyennes maximales dépassent constamment 40 °C pendant les 4 mois estivaux, de juin à septembre. Les nuits d'été n'apportent aucun rafraîchissement notable à la chaleur insupportable des journées puisque les températures moyennes minimales restent supérieures à 30 °C. Les vents de la mousson du Nord-Ouest, chauds et poussiéreux, amènent une saison sèche de novembre à février. Au sud-ouest, la mousson rafraîchit la région en juin. Les accalmies des vents, tangambili (« entre deux vents »), se caractérisent par de très fortes chaleurs et un taux d’humidité élevé. Le climat y est hyper-aride et extrêmement sec toute l'année puisque les précipitations moyennes annuelles avoisinent 20 mm. Berbera est une des villes les plus chaudes du monde avec une température moyenne annuelle supérieure à 30 °C.
| Mois                              | jan. | fév. | mars | avril | mai  | juin | jui. | août | sep. | oct. | nov. | déc. | année |
| --------------------------------- | ---- | ---- | ---- | ----- | ---- | ---- | ---- | ---- | ---- | ---- | ---- | ---- | ----- |
| Température minimale moyenne (°C) | 20,5 | 22   | 23,1 | 25,2  | 26,9 | 30,3 | 31,2 | 30,4 | 29,1 | 24,7 | 22,1 | 20,6 | 25,51 |
| Température moyenne (°C)          | 25   | 25,8 | 26,8 | 28,8  | 31,8 | 36,1 | 36,8 | 35,9 | 34,9 | 29,3 | 26,5 | 25,2 | 30,28 |
| Température maximale moyenne (°C) | 29,5 | 29,6 | 30,6 | 32,5  | 36,6 | 42   | 42,4 | 41,5 | 40,6 | 33,8 | 31,6 | 29,9 | 35,05 |
| Précipitations (mm)               | 6    | 0    | 0    | 0     | 0    | 0    | 1    | 3    | 3    | 0    | 1    | 6    | 20    |
| Humidité relative (%)             | 69   | 70   | 71   | 73    | 66   | 46   | 43   | 46   | 50   | 65   | 66   | 68   | 61,1  |

#### Voies de communication et transport
Située sur la route maritime reliant l'Europe à l'Asie via le canal de Suez, la ville dispose d'un port en eau profonde depuis 1969, le port de Berbera, qui est l'unique infrastructure maritime du Somaliland. Il constitue théoriquement un débouché naturel de l’Éthiopie enclavée, alternatif des infrastructures d'Assab (dont l'accès lui est fermé) et de Djibouti, mais l'infrastructure routière et les équipements de manutention manquent, et il ne peut accueillir des navires de grande taille. Une filiale du groupe Bolloré a postulé fin 2009 pour sa gestion et la mise en place d'un corridor en promettant d'y investir 500 millions d'euros mais début 2013, c'est toujours le statu quo. C'est finalement Dubai Ports World qui l'emporte le 9 mai 2016, avec l'engagement d'y investir 400 millions de dollars des États-Unis sur une période de trente ans ; ce contrat fait suite à la signature le 31 mars 2016 entre l’Éthiopie et le Somaliland d'un accord concernant l'utilisation du port comme débouché du commerce extérieur éthiopien.
Alors que le port de Djibouti est congestionné, l'extension du port de Berbera prévue en mars 2021 devrait voir passer les importations et exportations de l'Éthiopie, pays enclavé.
Depuis 2008, le port est le lieu d'exportation de deux millions de têtes de bétail par an, vers les pays du Golfe. En 2009, on estimait que 75% du revenu annuel du Somaliland provenait de Berbera.

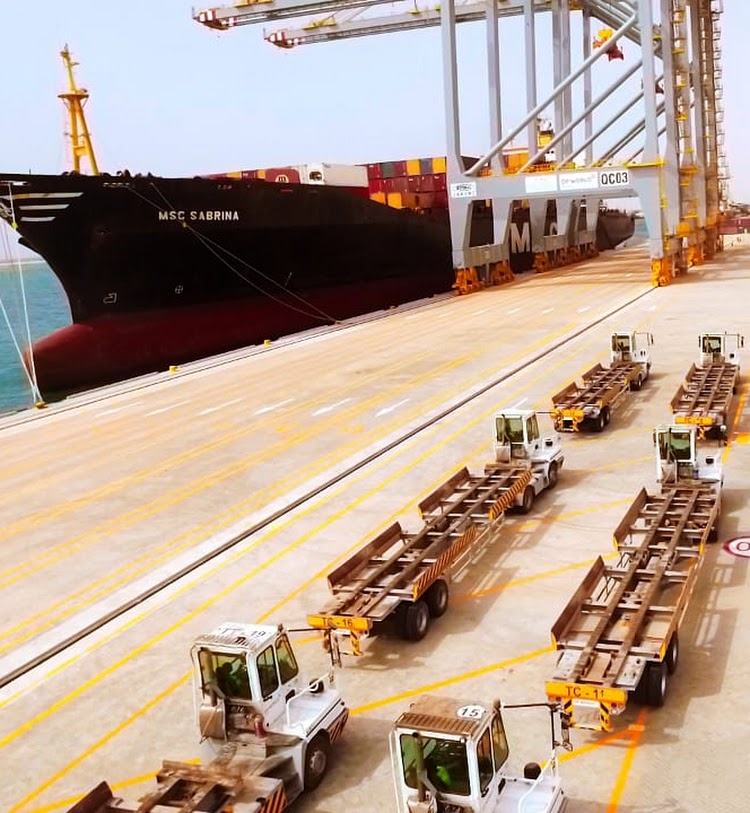
Port de Berbera en Afrique de l'Est, Somaliland, régions de Berbera avec expédition et sociétés, grande zone d'expédition, routes de la région du Somaliland qui aiment Hargeisa

Berbera possède un aéroport, l'Aéroport international de Berbera.

#### Base navale et terminal à conteneurs
En 2017, le Somaliland et les Emirats arabes unis signent un bail de 25 ans qui permet aux Emirats d'y installer une base navale, en complément de celle d'Assab, en Erythrée, où les Emiratis sont déjà présents.
En 2021, Berbera a inauguré son propre terminal à conteneurs dans le cadre d'une coopération avec DP World. Il a été doublé en 2023 d'une zone franche, située à 15 kilomètres du port.

### Urbanisme

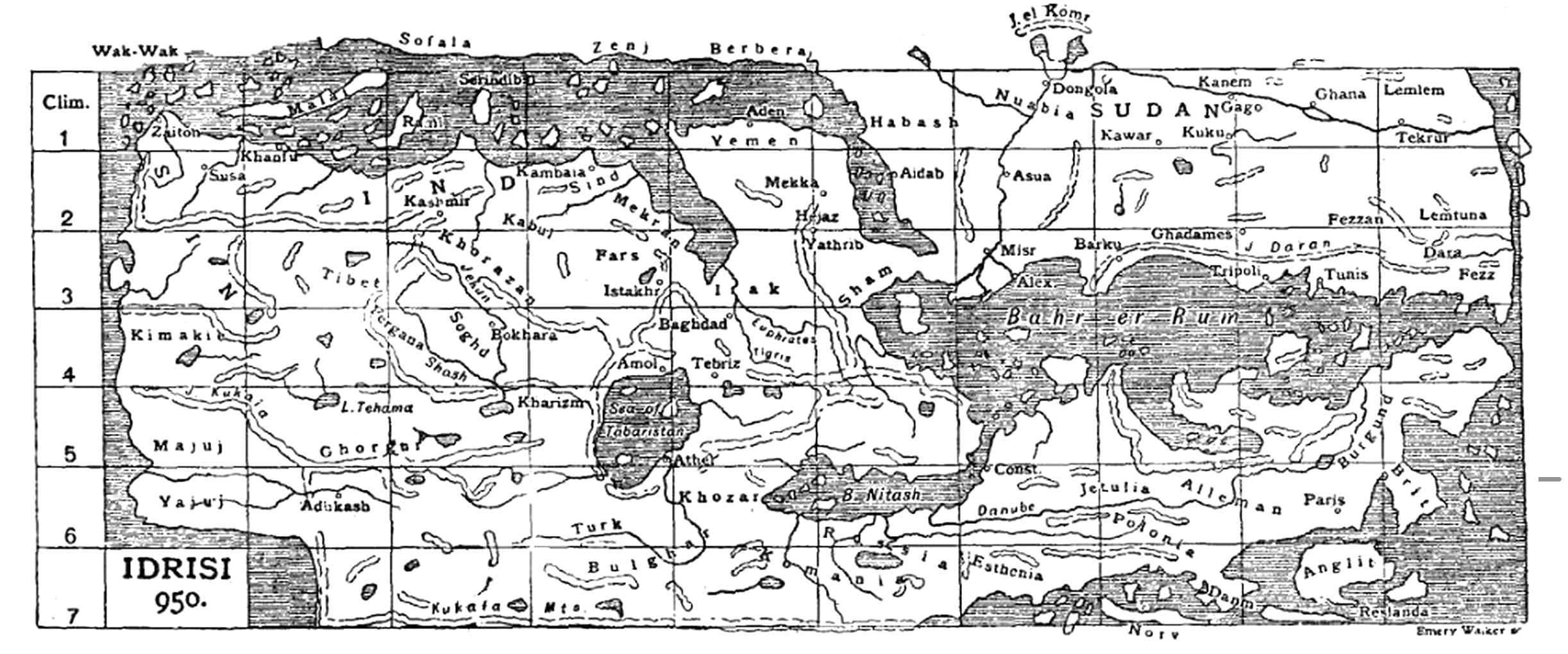
Tabula Rogeriana (1154)

## Histoire

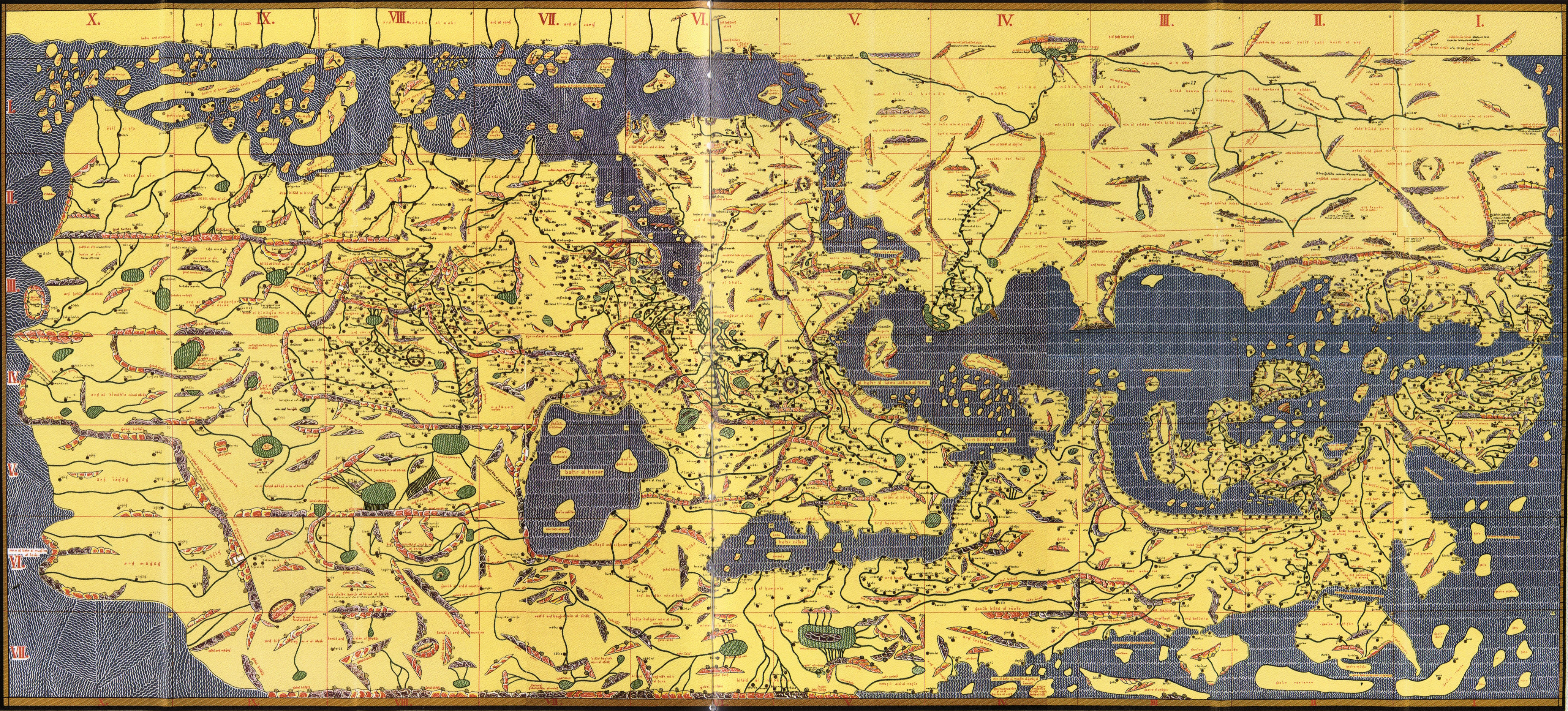
Reconstitution de la carte du géographe Muhammad al-Idrisi, intitulée Tabula Rogeriana, dessinée pour Roger II de Sicile en 1154. Le texte en arabe a été retranscrit en alphabet latin par le cartographe allemand Konrad Miller. Reproduction basée sur une copie de la fin du Moyen Âge (1300 ou 1486).

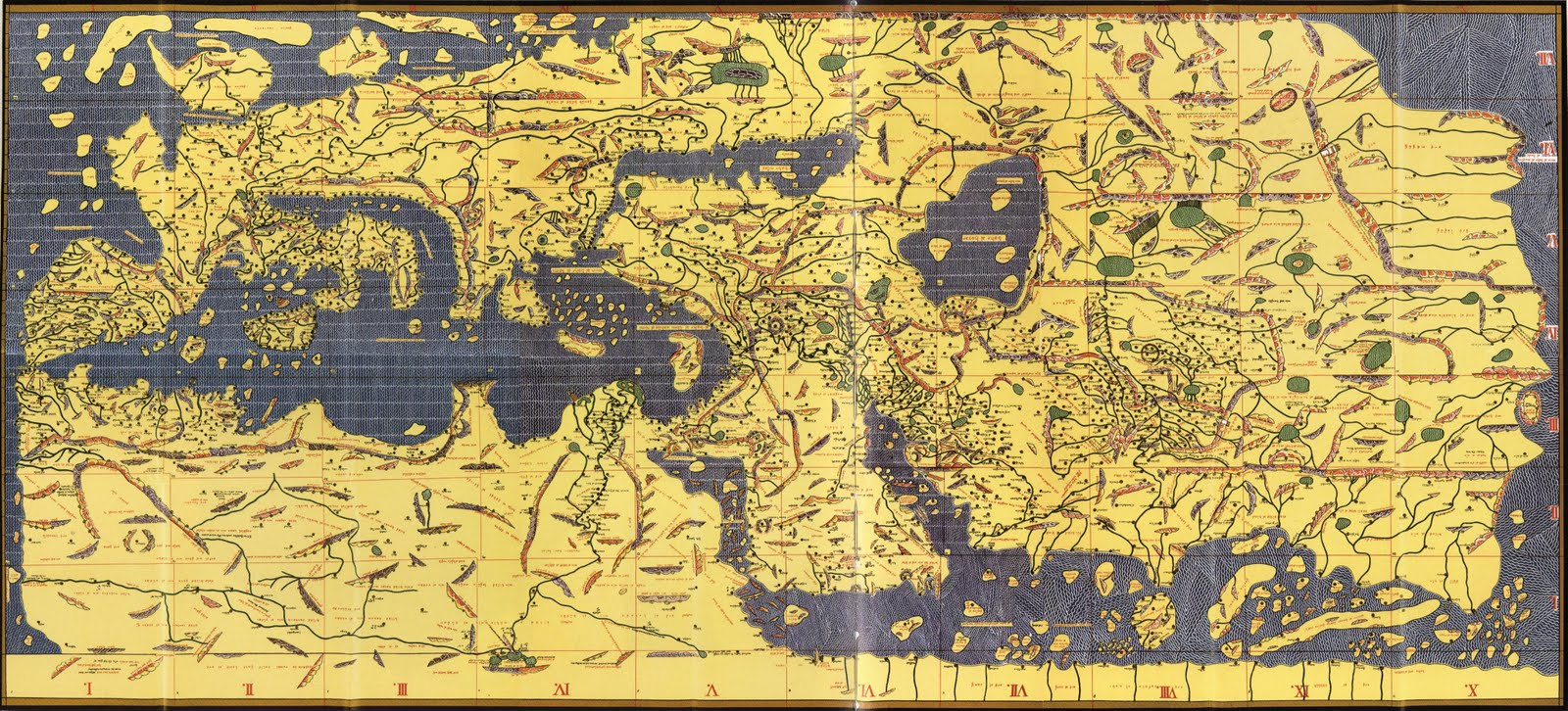
Carte redressée.

### Moyen Âge
À l'époque médiévale c'est l'ancienne capitale du sultanat d'Ifat, un sultanat parmi la trentaine de petits royaumes faisant partie de l'empire éthiopien. Elle sera une des portes d'entrée des musulmans qui viennent dans la région après l'Hégire. La ferveur avec laquelle ce sultanat s'est soulevé contre l'empereur éthiopien au XVIe siècle, lui a valu la méfiance des gouvernements de l'Abyssinie. Le dirigeant de cette campagne, Ahmed Ibn Ibrahim Al-Ghazi, vivait dans cette ville[réf. nécessaire].
Après les premières conversions dans la région aux premiers siècles de l'Islam, l'islamisation se poursuit. Ainsi, le voyageur arabe Al Dimashqi atteste au XXe siècle la présence d'une communauté zaïdite, également présente au Yémen, ou encore le débarquement au XVe siècle de quarante-quatre missionnaires venus de l'Hadramaout au Yémen.
Des relations commerciales ont été établies avec la Chine de la Dynastie Tang.

### Période moderne
Après la rupture avec l'Éthiopie, la ville se soumet mais éphémèrement comme les autres capitales des autres sultanats plus ou moins émancipés de l'empire éthiopien, comme les sultanats d'Adal, Aoussa, Shoa, Fatajard, Harar, Mogadischo, etc., éphémèrement tour à tour à la domination portugaise, omanaise.

### Période contemporaine

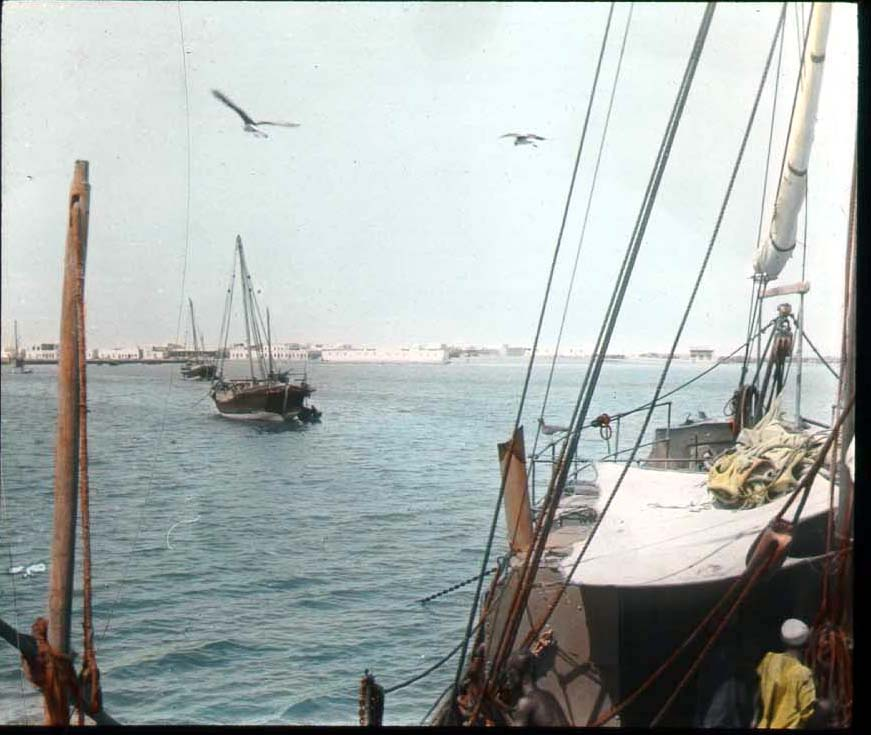
Port de Berbera, 1896.

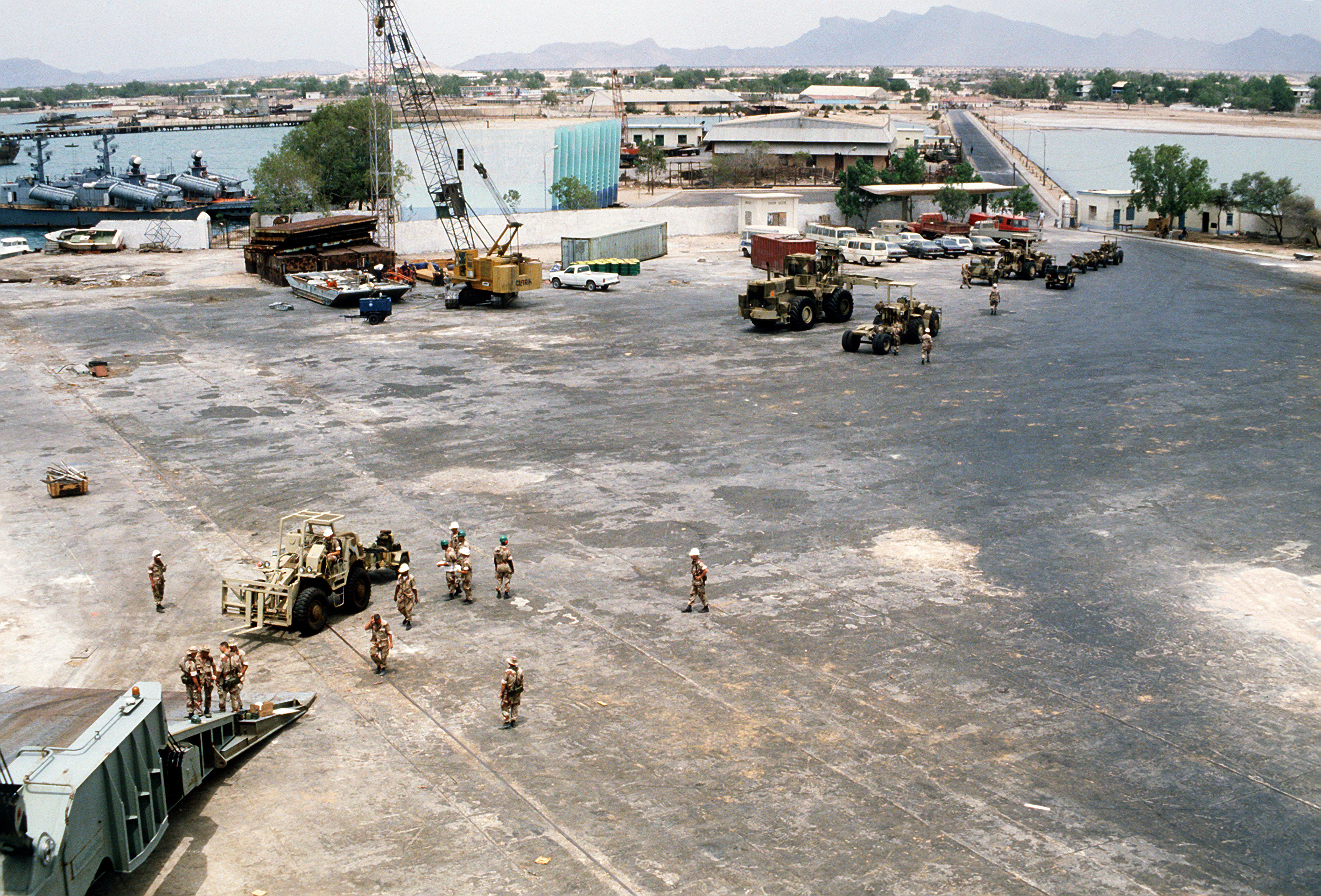
Port de Berbera, 1983.

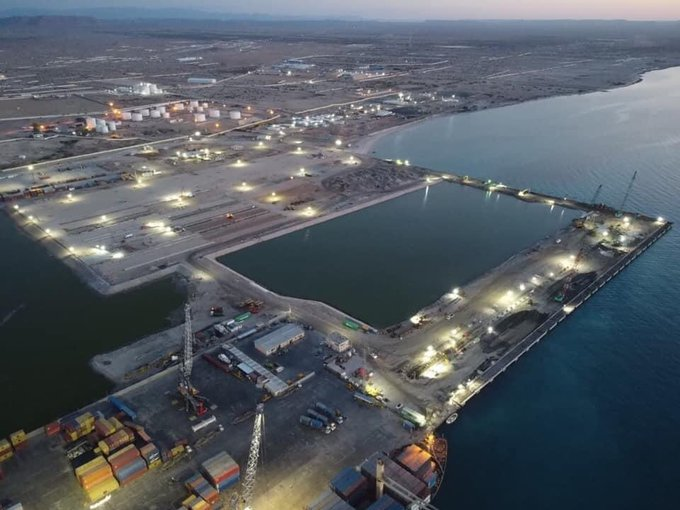
Port de Berbera, 2020, nouveau terminal de containers.

#### Colonisation britannique
La ville fut la capitale coloniale du Somaliland britannique de 1870 à 1941, date à laquelle elle fut transférée à Hargeisa.
Sa situation géographique est utilisée pour la contrebande d'armes, activité répandue dans le golfe d'Aden et en Somalie et contre laquelle le gouvernement britannique s'engage en 1909 aux côtés de la France et de l'Italie.
Berbera, qui est une centre d'enseignement supérieur de jurisprudence chaféite, voit s'ouvrir à partir de 1898 une école missionnaire chrétienne, parmi les des deux premières du pays, mais leur présence irritant la population, elles sont fermées en 1910 (Lewis 1965 : 103), en vertu d'une loi interdisant le prosélytisme missionnaire.
Au tournant des XIXe et XXe siècles, Berbera est un centre commercial majeur de la route des Indes. La ville sert de port de transbordement pour l'activité en provenance d'Inde et à destination de l'Arabie, elle abrite une profitable foire, et elle compte une communauté étrangère, principalement des Banians hindous contrôlant complètement les échanges de la cité face à la mince activité des Britanniques, Grecs, Égyptiens, ou Italiens. Le port constitue un débouché pour l'arrière-pays éthiopien en y exportant vers l'Arabie ou le golfe Persique de l'ivoire, des plumes d'autruche, et plusieurs milliers d'esclaves d'origine oromo chaque année.
Un syndicat britannique a proposé en 1901 de sauver financièrement la compagnie exploitant le chemin de fer djibouto-éthiopien en échange de la fin de son monopole sur les voies ferrées et de la construction d'une ligne concurrente reliant le port de britannique de Berbera à la ville éthiopienne de Harar. Ce projet a été refusé par la France et le port de Berbera n'a pu renforcer son rôle de terminal de l'arrière-pays éthiopien.
Durant la Seconde guerre italo-éthiopienne, la ville devient en 1935 une étape de la liaison aérienne Tripoli-Mogadiscio, les deux capitales des colonies italiennes, assurée par la société italienne Ala Littoria.

#### Indépendance et période somalienne
Le premier président du Somaliland, Ibrahim Egal, est aussi originaire de cette ville.
Au cours de l'alliance entre la Somalie et l'Union soviétique jusqu'au déclenchement de la guerre de l'Ogaden, la ville lui servit de base soviétique, avant qu'elle ne le soit au profit des États-Unis.Le premier hôtel touristique fut construit par HAJI Yusuf Abdi Libaax en centre ville de Berbera un notable riche somalien Abr Awal et naturalisé saoudien ainsi que son petit frère HAJI Aden Abdi Libaax par le roi  FAYÇAL d’Arabie Saoudite.

## Administration
C'est la capitale de la région de Saaxil qui fait partie de l'État auto-proclamé du Somaliland.

## Géographie

### Démographie
Actuellement, Berbera est la deuxième ville de la République auto-proclamée de Somaliland, qui a fait sécession après l'éclatement de la Somalie en 1991.

### Patrimoine
C'est sur le site rocheux de Laas Geel (« le point d'eau des dromadaires », en somali), appelé officiellement Las Gaal même si l'ancien perdure, qu'ont été découvertes le 4 décembre 2002 des peintures rupestres majoritairement monochromes, représentant des animaux (bovins surtout) et dans une moindre mesure des hommes, et assimilables à celles réalisées entre les IIIe et IIe millénaire av. J.-C..